# Players Championship de 2012
O Players Championship de 2012 foi a trigésima nona edição do Players Championship, realizada entre os dias 10 e 13 de maio no PC Sawgrass de Ponte Vedra Beach, na Flórida, Estados Unidos. Matt Kuchar venceu o torneio, com duas tacadas a mais que a dos quatro vice-campeões.

## Local do evento
Esta foi a trigésima primeira edição realizada no campo do Estádio TPC Sawgrass, em Ponte Vedra Beach, Flórida.